# American Psycho (film)
American Psycho este un film de crimă⁠(d) din 2000, regizat de Mary Harron⁠(d) în baza unui scenariu scris împreună cu Guinevere Turner⁠(d). Filmul reprezintă o adaptare a romanului American Psycho⁠(d) (1991) al lui Bret Easton Ellis. Acesta prezintă povestea lui Patrick Bateman⁠(d) (Christian Bale), un bancher de investiții⁠(d) din New York, care duce o viață dublă ca ucigaș în serie.⁠(d) Willem Dafoe, Jared Leto, Josh Lucas, Chloë Sevigny, Samantha Mathis⁠(d), Cara Seymour⁠(d), Justin Theroux⁠(d) și Reese Witherspoon apar în roluri secundare. Filmul combină genul horror și comedia neagră pentru a satiriza cultura yuppie⁠(d) și consumerismul anilor 1980, exemplificate în personajul interpretat de Bale.
Ellis a considerat că romanul său controversat nu poate fi ecranizat⁠(d), dar producătorul Edward R. Pressman⁠(d) era hotărât să-l adapteze și a cumpărat drepturile de autor⁠(d) în 1992. Stuart Gordon, David Cronenberg și Rob Weiss⁠(d) au luat în considerare regizarea filmului înainte ca Harron și Turner să înceapă să scrie scenariul în 1996. Aceștia și-au dorit să producă o dramă istorică desfășurată în anii 1980, care să scoată în evidență elementele satirice ale romanului. Perioada de preproducție⁠(d) a fost tumultoasă; Harron l-a ales pe Bale să-l interpreteze pe Bateman, dar pentru că distribuitorul Lionsgate Films⁠(d) l-a dorit pe Leonardo DiCaprio în acest rol, Harron a fost concediată și înlocuită cu Oliver Stone. După ce Stone și DiCaprio au părăsit proiectul din cauza unor neînțelegeri, Harron a fost reangajată și i s-a permis să-i ofere rolul lui Bale. Filmările au început în februarie 1999 în Toronto și New York City.
American Psycho a fost prezentat la Festivalul de Film de la Sundance pe 21 ianuarie 2000 și a fost lansat în cinematografe pe 14 aprilie 2000. Filmul a primit în mare parte recenzii pozitive, interpretarea lui Bale și scenariul fiind lăudate de critici. Proiectul a încasat 34 de milioane de dolari în comparație cu bugetul său de doar 7 milioane. În următorii ani, filmul a câștigat numeroși admiratori⁠(d) și este prezent în cultura contemporană a memelor. O continuare direct-to-video, American Psycho 2⁠(d), a fost lansată în 2002, însă nu are legătură cu originalul.

## Rezumat
În 1987, Patrick Bateman⁠(d), un tânăr bancher newyorkez, își petrece cea mai mare parte a timpului luând masa la restaurante populare, în timp ce încearcă să salveze aparențele pentru logodnica sa Evelyn Williams și cercul său de asociați bogați. În cadrul unei întâlniri, Bateman și asociații săi își prezintă cărțile de vizită⁠(d). Înfuriat de superioritatea cărții de vizită a colegului său Paul Allen, Bateman atacă un om al străzii, îl înjunghie și îi ucide câinele. Bateman și Allen fac planuri pentru o cină după petrecerea de Crăciun, acesta din urmă confundându-l pe Bateman cu un alt coleg de breaslă. Bancherul este invidios pe stilul de viață al lui Allen și de faptul că poate să obțină rezervări la Dorsia, un restaurant exclusivist în care Bateman nu are acces. După ce reușește să-l îmbete, îl atrage pe acesta în apartamentul său și îl ucide cu un topor. Patrick intră în apartamentul victimei și lasă un mesaj pe robotul telefonului în care precizează că Allen este plecat la Londra cu afaceri.
După ce detectivul particular Donald Kimball îl intervievează pe Bateman cu privire la dispariția lui Allen, acesta aduce două prostituate - Christie și Sabrina - în apartamentul său, unde întreține relații sexuale, iar apoi le torturează și le alungă. Colegul lui Bateman, Luis Carruthers, îi dezvăluie noua sa carte de vizită; iritat din nou de superioritatea cărții, acesta încearcă să-l ștranguleze în toaleta unui restaurant de lux. Carruthers confundă tentativa de omor cu un avans sexual și își declară dragostea pentru Bateman, care intră în panică și fuge. După ce ucide un model, bancherul își invită secretara Jean la cină, sugerându-i să se întâlnească în apartamentul său. Bateman plănuiește să o ucidă cu un pistol pneumatic cu cuie⁠(d), dar renunță după ce primește un mesaj de la Williams pe robotul telefonic.
Kimball îl întâlnește pe Bateman la prânz și îi spune că nu este suspect în dispariția lui Allen. Acesta îi dezvăluie că unul dintre colegii lui Bateman a declarat că l-a văzut pe Allen în Londra, punând sub semnul întrebării investigația. Bateman este ușurat, dar ulterior devine tulburat și începe să se îndoiască de sine. Acesta o aduce pe Christie în apartamentul lui Allen, locuință în care o droghează și pe prietena sa Elizabeth, iar apoi întreține relații sexuale cu amândouă. După ce o ucide pe Elizabeth, Christie, speriată, încearcă să scape și descoperă mai multe cadavre feminine, în timp ce caută o ieșire. Bateman o urmărește și aruncă o drujbă peste ea, în timp ce coboară scările. După acest eveniment, Bateman anulează logodna cu Williams.
În timp ce Bateman folosește un bancomat, zărește o pisică. Bancomatul afișează textul „hrănește-ma cu o pisică maidaneză”, iar acesta se pregătește să o împuște. Când o femeie îl confruntă, decide să o împuște pe ea. Este urmărit de o mașina de poliție, dar Bateman reușește să-i ucidă pe cei doi ofițeri de poliție și să distrugă mașina celor doi. Acesta mai ucide încă două persoane înainte să se ascundă în biroul său. Îl contactează pe avocatul Harold Carnes și îi mărturisește frenetic că a ucis 20-40 de oameni. În dimineața următoare, bancherul vizitează apartamentul lui Allen pentru a îndepărta cadavrele, dar descoperă că este neocupat și pus la vânzare. Agentul imobiliar⁠(d) îi spune că apartamentul nu îi aparține lui Allen, iar apoi îi ordonă să părăsească clădirea.
În timp ce Bateman se îndreaptă către o întâlnire cu colegii săi la prânz, Jean găsește desene detaliate ale crimelor în jurnalul de birou al acestuia. Bancherul îl vede pe Carnes și menționează despre mesajul telefonic. Carnes îl confundă pe Bateman cu un alt coleg și consideră mărturisirea drept o glumă. Acesta își clarifică identitatea și mărturisește din nou crimele, dar Carnes susține că afirmațiile sale sunt false, deoarece a luat recent cina cu Allen la Londra. Un Bateman confuz se întoarce la prietenii săi; aceștia se întreabă dacă Ronald Reagan este doar un bătrân inofensiv sau un psihopat înainte de a discuta despre rezervările lor pentru cină. Bateman, neștiind dacă crimele sale au fost imaginare, realizează că nu va primi niciodată pedeapsa pe care și-o dorește.

## Distribuție
- Christian Bale – Patrick Bateman: un bancher de investiții din New York, care duce o viață dublă ca ucigaș în serie.
- Willem Dafoe – Donald Kimball: un detectiv paricular; însărcinat cu investigarea dispariției lui Paul Allen.
- Jared Leto – Paul Allen: un bancher pe care Bateman îl ucide.
- Josh Lucas – Craig McDermott: coleg cu Bateman.
- Samantha Mathis – Courtney Rawlinson: logodnica lui Luis Carruthers, care are o aventură cu Bateman.
- Matt Ross – Luis Carruthers
- Bill Sage – David Van Patten
- Cara Seymour – Christie
- Chloë Sevigny – Jean: secretara lui Bateman
- Guinevere Turner – Elizabeth
- Justin Theroux – Timothy Bryce
- Reese Witherspoon – Evelyn Williams: logodnica lui Bateman

Alți membri ai distribuției sunt Stephen Bogaert în rolul lui Harold Carnes, avocatul lui Bateman; Reg E. Cathey⁠(d) ca Al, un om fără adăpost; Krista Sutton în rolul Sabrinei, o prostituată; Catherine Black⁠(d) în rolul lui Vandenei, verișoara lui Williams; Patricia Gage⁠(d) în rolul doamnei Wolfe, un agent imobiliar și Anthony Lemke⁠(d) în rolul lui Marcus Halberstram, colegul lui Bateman. Scene din arhivă cu fostul președinte al SUA Ronald Reagan sunt utilizate în film.

## Producție

### Dezvoltare
Filmul reprezintă o adaptare a romanului satiric American Psycho⁠(d) de Bret Easton Ellis. Publicat în 1991, acesta a devenit controversat din cauza modului în care prezenta violența împotriva femeilor. Ellis a fost dezamăgit de ecranizarea⁠(d) primului său roman Less than Zero⁠(d) (1985) în 1987 și nu se aștepta ca cineva să fie interesat de ecranizarea romanului American Psycho, autorul considerându-l drept imposibil de adaptat⁠(d). Cu toate acestea, dezvoltarea unui scenariu a început în 1992, după ce Johnny Depp a dezvăluit că este interesat de proiect, iar producătorul Edward R. Pressman⁠(d) a achiziționat drepturile⁠(d). Pressman, spre surprinderea lui Ellis, era „obsedat” de turnarea unui film inspirat de romanul American Psycho. Ellis a discutat cu regizorul Stuart Gordon despre realizarea filmului, însă nu l-a considerat potrivit pentru proiect.
David Cronenberg și Brad Pitt au fost selectați pentru regie și distribuție, iar Ellis a fost însărcinat cu redactarea scenariului. Procesul a ridicat dificultăți pentru autor; Cronenberg nu a dorit să utilizeze scenele din restaurant și din clubul de noapte prezente în roman (considerându-le plictisitoare), a vrut să elimine scenele violente și a cerut ca scenariul să aibă 65-70 de pagini. Ellis a considerat cererile lui Cronenberg „nesăbuite” și le-a ignorat. Prima variantă a scenariului lui Ellis era foarte diferită de carte, deoarece se plictisise de poveste și a decis să inventeze câteva scene În această variantă, filmul se încheie cu o scenă muzicală pe versurile melodiei „Daybreak⁠(d)” de Barry Manilow⁠(d) desfășurată pe acoperișul World Trade Center, o modificare care denotă cât de plictisit era Ellis.

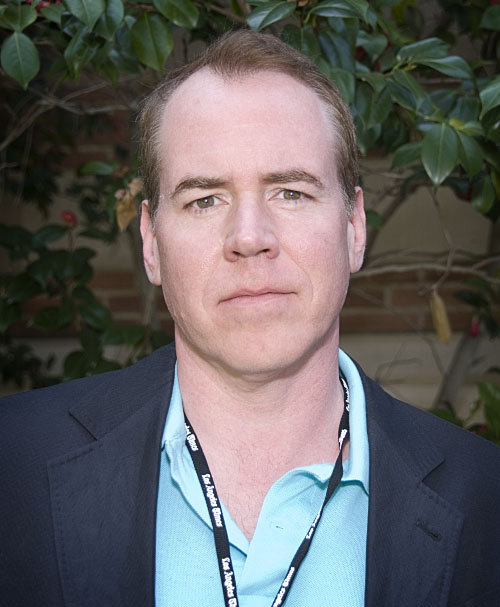
Bret Easton Ellis, autorul lucrării ' și a primelor versiuni ale scenariului, în 2010.

Conform Variety, perioada de dezvoltarea a proiectului a fost prelungită din cauza „complexității literare” a romanului. Cronenberg a fost nemulțumit de scenariul lui Ellis și în martie 1994 i-a cerut scenaristului Norman Snider⁠(d) un nou scenariu; Dezamăgit și de materialul redactat de Snider, Cronenberg a părăsit proiectul. Ellis a redactat un alt scenariu pentru Rob Weiss⁠(d) în 1995, însă proiectul a rămas doar pe hârtie. Pressman nu și-a dorit să producă un film care să insulte publicul și a caracterizat scenariul lui Ellis ca fiind „absolut pornografic”. Regizorul a fost prezent la Festivalul de Film de la Cannes din 1996⁠(d) pentru a promova drepturile de distribuție, însă fără niciun rezultat.

### Mary Harron
După ce filmul său - Eu l-am împușcat pe Andy Warhol⁠(d) - a avut premiera la cea de-a 49-a ediție a Festivalului de Film de la Cannes⁠(d) în ianuarie 1996, Mary Harron⁠(d) a fost contactată de Roberta Hanley, directorul companiei de producție care deținea drepturile lucrării American Psycho, pentru a-i oferi șansa de a regiza ecranizarea. Harron a încercat să citească romanul după ce a fost publicat, dar l-a considerat prea violent. Totuși, după ce l-a citit, a realizat că „a trecut suficient de mult timp” pentru a produce un film de epocă desfășurat în anii 1980 cu scopul de „a scoate în evidență elementele de satiră”. Harron privea cu ambivalență celelalte oferte primite după regizarea filmului Eu l-am împușcat pe Andy Warhol și a decis să producă American Psycho datorită naturii sale „riscante”.
Harron a citit toate scenariile existente. Deși i-a plăcut materialul lui Ellis, a simțit că majoritatea erau prea moraliste și nu prezentau privilegiul social⁠(d) la fel de precis ca romanul. Harron i-a transmis lui Presmann că este dispusă să se alăture proiectului doar dacă poate să redacteze propriul scenariu. Acesta a susținut că dintre toți regizorii asociați cu proiectul American Psycho, Harron a fost „singura persoană care s-a implicat cu adevărat în găsirea unei soluții cu privire la cum urmează să fie realizat filmul”. Harron a recrutat-o pe Guinevere Turner⁠(d), iar cele două au scris împreună scenariul. Turner nu era un fan al genului horror și nu a auzit niciodată de American Psycho, dar Harron a convins-o că proiectul merită realizat. Deși a detestat romanul, Turner a apreciat combinația de umor și elemente horror, ajungând la concluzia că „dacă este privit dintr-o anumită perspectivă, acesta ar putea fi un film feminist cu adevărat subversiv”.
Harron și Turner au eliminat majoritatea scenelor violente ale romanului, cu excepția a patru secvențe cu crimele comise de Bateman. Abordarea narațiunii și a personalității lui Bateman a fost influențată de filmul giallo Hatchet for the Honeymoon⁠(d) (1970) regizat de Mario Bava, istoricul Tim Lucas⁠(d) remarcând că ambele filme prezintă protagoniști motivați de dorința de autodescoperire⁠(d). Harron menționează că a fost criticată pentru prezentarea lui Bateman ca homofob - o critică pe care a considerat-o ciudată, deoarece nu au existat discuții cu privire la crimele sale. De asemenea, i s-a cerut să abordeze psihologia lui Bateman, însă a declarat că prezența „unei explicații psihologie clare nu a reprezentat un mare interes pentru mine”, conceptul fiind considerat generic, superficial și nerealist. Harron a refuzat să exploreze familia și trecutul lui Bateman; a considerat că nu este necesare, protagonistul fiind pur și simplu „un monstru”.
Harron s-a întâlnit cu mai mulți actori, însă nu a reușit să găsească un candidat potrivit pentru rolul lui Patrick Bateman. Acesta a remarcat că „dacă cineva nu este 100% dispus să accepte un rol ca [Bateman], atunci nu-i poți selecta în distribuție și ei nu ar trebui să-l accepte”. Billy Crudup a fost în capul listei timp de o lună și jumătate, însă rolul i s-a părut dezagreabil și a părăsit proiectul. Turner a apreciat onestitatea lui Crudup, acesta susținând că nu poate înțelege personajul. Harron i-a trimis scenariul lui Christian Bale, dar acesta nu citise American Psycho și nu era interesat de rol. Harron a contactat-o pe Christine Vachon⁠(d), care lucra cu Bale la Velvet Goldmine⁠(d) (1998) la momentul respectiv, iar aceasta i-a spus să citească scenariul. Bale a considerat scenariul plin de umor și a devenit interesat de proiect, călătorind la New York pentru un casting în camera de zi a lui Harron.
Bale s-a chinuit să vorbească cu un accent american⁠(d), deoarece a fost nevoit să dezvolte un accent Manchester⁠(d) pentru rolul din Velvet Goldmine, însă Harron a fost convinsă de interpretarea sa. Bale nu era interesat de istoricul personajului său, exact ca Harron, și l-a considerat Bateman drept „un extraterestru care a aterizat în New York-ul capitalist al anilor '80”. Bale, spre deosebire de ceilalți actori care au intrat în contact cu Harron, nu l-a considerat pe Bateman ca fiind un personaj admirabil, iar aceasta a simțit că este singurul care se potrivește cu rolul. Deși i s-a părut riscant să-i ofere rolul unui Bale relativ necunoscut la acea vreme, și-a schimbat opinia după o conversație cu regizorul Todd Haynes⁠(d), care l-a descris pe acesta drept „cel mai bun actor cu care am lucrat vreodată”. Harron și Bale - în rolul lui Bateman - s-au întâlnit cu Ellis la cină; autorul a considerat întâlnirea „deprimantă”, deoarece era pentru prima dată când a întâlnit „pe cineva care interpreta acest monstru pe care l-am creat”.

### Preproducție și distribuția
Lions Gate Films⁠(d) a achiziționat drepturile de distribuție ale proiectului American Psycho în mai 1998 și a stabilit un buget de 10 milioane de dolari. Harron și Bale plănuiau să înceapă filmările în luna august și, deși niciun actor nu a fost angajat încă, Willem Dafoe și Jared Leto și-au exprimat interesul pentru celelalte roluri. Harron a sugerat ca Bale să meargă la o sală de forță pentru antrenament, deoarece personajul principal făcea deseori exerciții; aceasta a declarat că în două săptămâni, Bale s-a „transformat complet”. Turner a susținut că Bale „a crescut în masă musculară, era super bronzat, și-a modificat dinții după modelul dinților americani. Cred că a spus că este influențat de avocatul său sau de agentul său sau de Tom Cruise - o combinație a acestora”. Bale a fost avertizat că rolul din American Psycho i-ar putea distruge cariera, dar aceste observații l-au motivat să se dedice și mai mult rolului.
Bale era un actor necunoscut la acea vreme; avea doar 13 ani când a apărut în cel mai celebru rol al său - Empire of the Sun (1987). Compania Lions Gate nu a dorit să-i ofere rolul principal și a sperat să selecteze pentru rolul lui Bateman un actor mai cunoscut precum Edward Norton sau Leonardo DiCaprio; Lions Gate era dispusă să plătească 20 de milioane de dolari actorului principal, deși bugetul pentru film ar fi scăzut la doar 6 milioane de dolari din această cauză. DiCaprio era considerat cel mai mare actor din lume la momentul respectiv - după ce tocmai a interpretat rolul principal în Titanic (1997) - și era interesat să interpreteze rolul lui Bateman, dar Harron s-a opus înlocuirii lui Bale, comparând acest casting cu alegerea lui Demi Moore pentru filmul Litera stacojie⁠(d) (1995), film cu numeroase recenzii negative din partea criticilor. Aceasta a susținut că DiCaprio nu arăta suficient de matur pentru a-l interpreta pe Bateman, iar prezența sa ar dăuna filmului, având în vedere numărul mare de admiratoare. Harron a refuzat să se întâlnească cu acesta în ciuda cererilor lui Pressman. Ellis nu era deranjat de posibilitatea ca DiCaprio să primească rolul lui Bateman, deși știa că acest fapt îi deranja pe Bale și Harron.
La cea de-a 51-a ediție a Festivalului de Film de la Cannes⁠(d) din mai 1998, Lions Gate a anunțat brusc că DiCaprio a fost ales în rolul lui Bateman. Deși Pressman a vrut ca Harron să rămână, aceasta a fost concediată după ce a declarat clar și răspicat că nu va regiza American Psycho fără Bale. Mai mult, DiCaprio a vrut să lucreze cu un regizor important și a întocmit o listă scurtă care i-a inclus pe Danny Boyle, Stanley Kubrick și Martin Scorsese. Oliver Stone a fost angajat să regizeze filmul și, după o conversație cu DiCaprio, Leto și Cameron Diaz, a început să modifice scenariul. Stone și DiCaprio au vrut să accentueze elementele psihologice ale poveștii, spre deosebire de abordarea satirică a lui Harron, și să-l transforme într-o poveste după modelul Dr. Jekyll și Dl. Hyde⁠(d). Efortul acestora a fost afectat de diferențe creative; Pressman a declarat că „[DiCaprio] căuta soluții la lucruri care nu erau problematice... Pe parcursul timpului, din ce în ce mai multe întrebări apăreau în mintea lui Leo - legate probabil de scenariu sau de alți factori”. Bale era atât de încrezător că DiCaprio va pleca încât a refuzat alte roluri timp de nouă luni și a continuat să se pregătească.
În cele din urmă, DiCaprio a părăsit proiectul pentru a prelua rolul principal în filmul Plaja⁠(d) (2000). Turner a declarat ulterior că a auzit de la un prieten că DiCaprio a ales să plece după ce Gloria Steinem, activistă feministă care a criticat cu vehemență romanul, l-a convins să abandoneze proiectul pe motiv că i-ar afecta tinerele admiratoare. Lions Gate a reangajat-o pe Harron, dar era încă împotriva alegerii lui Bale în rolul lui Bateman. Lions Gate i-a oferit rolul lui Ewan McGregor, care l-a refuzat după ce Bale l-a îndemnat personal să facă acest lucru. Harron a vorbit cu Ben Affleck, Matt Damon, Norton și Vince Vaughn, dar după ce toți au refuzat să accepte rolul, Lions Gate a fost de acord să-l angajeze pe Bale pe un salariu de doar 50.000 de dolari. De asemenea, Lions Gate a stabilit un buget maxim de 10 milioane de dolari și a cerut ca actori cunoscuți să apară în rolurile secundare. În acel moment, Dafoe, Leto, Reese Witherspoon și Chloë Sevigny erau deja implicați în proiect; Harron și Bale au încercat fără succes să o convingă pe Winona Ryder să o interpreteze pe Evelyn Williams.

### Filmările
Procesul de filmare a început pe 28 februarie 1999 și a durat șapte săptămâni, având un buget de 7 milioane de dolari. Andrzej Sekuła⁠(d) a fost director de imagine; între acesta și Harron au existat nenumărate neînțelegeri, după cum își amintește Ross: „[Sekula] turna scene care în mintea lui [Harron] s-ar putea să fi fost scene grozave, scene frumoase, dar nu prezentau povestea așa cum și-o dorea ea”. Întrucât companiile americane nu doreau să fie asociate cu American Psycho, echipa de producție a trebuit să apeleze la companii europene pentru haine și produse cosmetice, însă până și aici existau excepții. Rolex a obligat-o pe Harron să înlocuiască propoziția „Nu atinge Rolex-ul” din roman cu „Nu atinge ceasul”, în timp ce Cerruti 1881⁠(d) i-a interzis lui Bale să poarte hainele casei de modă în timpul crimelor.
Deși unele scene turnate în aer liber au fost realizate în New York City (unde acțiunea filmului are loc), majoritatea filmărilor au avut loc în centrul orașului Toronto, inclusiv scenele din baruri și restaurante. Activiștii antiviolență au solicitat primăriei din Toronto⁠(d) să nu permită filmarea proiectului în Toronto și au organizat proteste după ce s-a descoperit că Paul Bernardo⁠(d) - un criminal în serie condamnat pentru crime și violuri comise în Toronto - deținea o copie a romanului. Ca urmare a acestor manifestații, producția a întâmpinat dificultăți în materie de asigurare a securității zonelor în care se filmau scenele; cele din biroul lui Bateman au fost realizate pe un platou de filmare⁠(d), deoarece proprietarii clădirii în care Harron intenționa să filmeze erau îngrijorați de publicitatea negativă. Harron nu cunoștea legătura dintre roman și cazul Bernardo și a simpatizat cu protestatarii, dar a declarat că nu-și dorește să creeze haos pe marele ecran, ci să prezinte un portret al finalului anilor 1980, ceva ce nu s-a mai făcut până la momentul respectiv. Pentru a evita protestele, producția a eliminat titlul filmului din orarul zilnic⁠(d) și de pe permisele de parcare.
Bale venea mereu pe platourile de filmare cu o copie a romanului. Harron a păstrat dialogul din lucrare, iar cei doi discutau deseori despre abordarea acestuia. Bale a fost influențat de interpretarea lui Nicolas Cage din Sărutul vampirului⁠(d) (1989) și de comportamentul lui Tom Cruise dintr-un interviu din cadrul emisiunii Late Night with David Letterman⁠(d). Acesta a păstrat imagini cu personalități ale anilor 1980 pe care considera că Bateman ar încerca să le imite, precum ar fi Cruise și Donald Trump. Un adept al interpretării metodice, Bale a rămas în pielea personajului⁠(d) în timpul filmărilor - nu a socializat în timpul pauzelor, a vorbit mereu cu accent american și s-a antrenat la sala de forță timp de multe ore pentru a-și menține fizicul. Comportamentul său i-a derutat pe ceilalți actori, Sevigny declarând că nu a întâlnit niciodată un actor atât de dedicat unui rol. Josh Lucas i-a spus ulterior lui Bale că ceilalți actori „îl considerau cel mai prost actor pe care l-au văzut vreodată” și nu au înțeles de ce Harron l-a dorit în distribuție. Harron l-a poreclit pe Bale „robo-actor” pentru capacitatea sa de a-și controla glandele sudoripare⁠(d), lucru pe care ea și colegii săi de platou l-au observat în timpul scenei cu cărțile de vizită.
Harron și Bale l-au exclus pe Leto de la repetițiile desfășurate înaintea filmării scenei uciderii lui Paul Allen pentru a fi siguri că reacția sa va fi una autentică. Scenele în care Bateman îl atacă pe Allen cu un topor au fost filmate pe repede înainte, deoarece prezența sângelui fals⁠(d) limita numărul de înregistrări⁠(d). În timpul scenei, Bale era situat în fața unei camere⁠(d) acoperite cu plexiglas⁠(d) , iar echipa de filmare îl stropește cu sânge fals pe față. Acesta a acoperit accidental doar jumătate din fața lui Bale, dar Harron a considerat acest fapt drept „metafora perfectă pentru aspectul Jekyll-și-Hyde care îl caracterizează pe Bateman: curat pe exterior, sângeros și psihotic pe interior”. Bale a improvizat moonwalk-ul lui Bateman. Această scenă nu exista în roman, iar Ellis a considerat-o neplăcută la început, dar a ajuns între timp să o aprecieze. Pentru conversația cu detectivul Donald Kimball, Harron a realizate trei scene diferite și i-a cerut lui Dafoe să realizeze interpretări diferite pentru fiecare dintre acestea. În prima scenă, detectivul știa că Bateman l-a ucis pe Allen, în cea de-a doua îl suspecta de crimă, iar în cea de-a treia nu îl considera un posibil suspect. Cele trei scene au fost combinate în postproducție cu scopul de a deruta publicul.
Harron și Turner au eliminat majoritatea scenelor violente prezente în roman, dar Harron și-a dorit „o scenă clasică și înfricoșătoare tipică pentru un film de groază” cu „o explozie de violență” care să întruchipeze brutalitatea romanului. Au concept o scenă în care Bateman întreține relații sexuale cu două femei, iar apoi le ucide. Bale nu a fost deranjat de scenele nud, deși purta pantofi sport și și-a acoperit penisul cu o șosetă. Una dintre femei a fost interpretată de Turner, experiența sa în fața camerei operate de Harron fiind descrisă drept „foarte tulburătoare”. Scena în care Bateman ucide personajul interpretat de Turner a fost turnat de mai multe ori, deoarece sângele fals nu se scurgea prin cearșaf așa cum își doreau. Mărturisirea telefonică a lui Bateman a fost turnată de 15 ori, Harron considerând că interpretarea lui Bale se îmbunătățea pe măsură ce acesta se înroșea la față din ce în ce mai tare. Spre deosebire de aceasta, scena în care Bateman își dezlipește masca cosmetică a fost realizată din prima înregistrare.

### Muzica

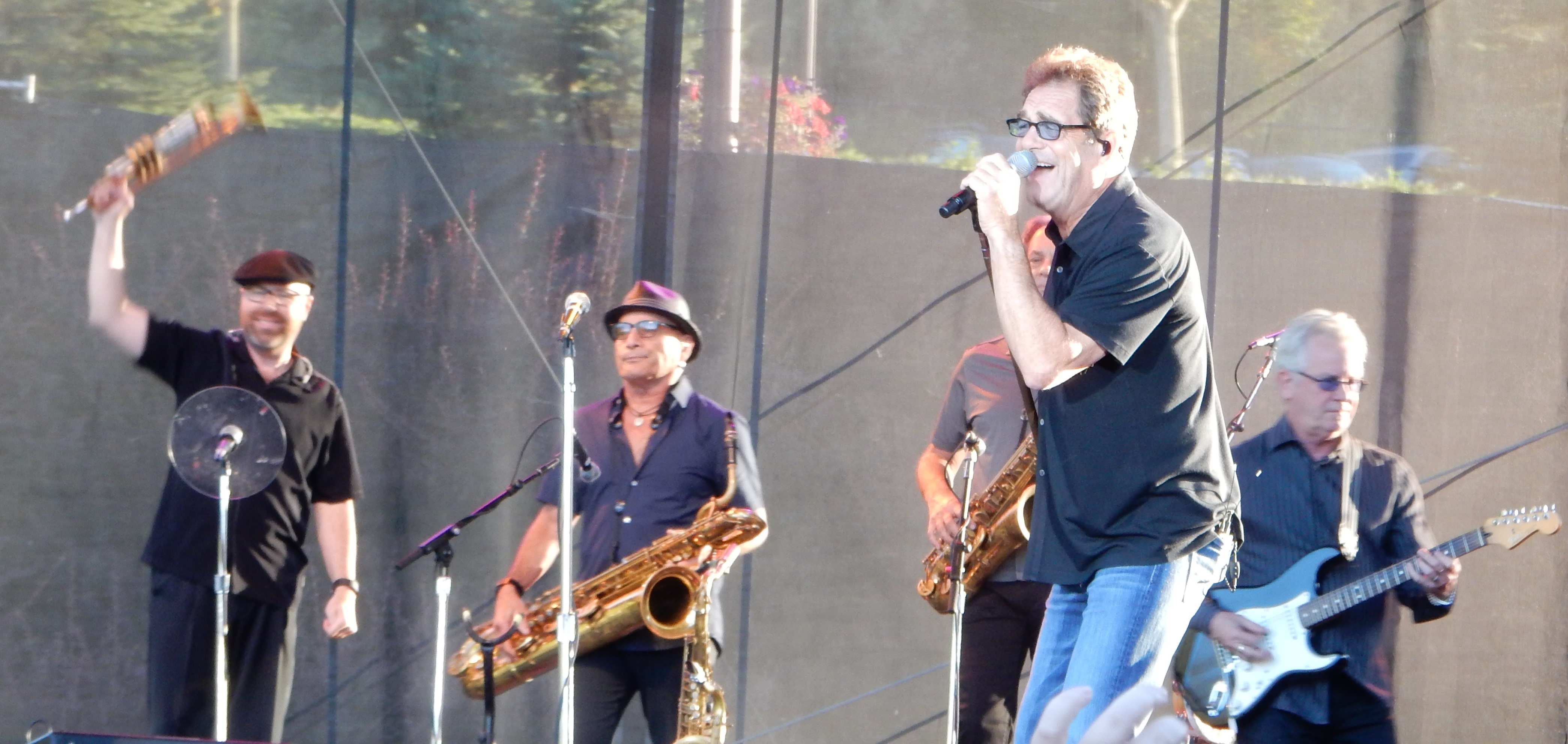
Melodia "Hip to Be Square" a formației (imagine) este utilizată în film.

Coloana sonoră a filmului American Psycho include artiști pop ai anilor 1980: David Bowie, Phil Collins, The Cure, Mediæval Bæbes⁠(d), New Order și Eric B. & Rakim⁠(d). Din cauza naturii controversate a filmului, obținerea drepturilor s-a dovedit a fi dificilă. Deși producția a reușit să obțină drepturile pentru toate melodiile necesare, Whitney Houston a refuzat să permită utilizarea interpretării sale a melodiei „The Greatest Love of All⁠(d)”, motiv pentru care un aranjament orchestral a fost utilizat. Melodia „Hip to Be Square⁠(d)” a formației Huey Lewis and the News⁠(d) apare în film și trebuia să fie prezentă pe albumul cu coloana sonoră, dar a fost eliminat, casa de discuri Koch Records⁠(d) fiind obligată să recheme aproximativ 100.000 de copii vândute. Președintele Koch Records, Bob Frank, a declarat că eliminarea melodiei s-a datorat faptului că Huey Lewis⁠(d) a criticat scenele violente ale filmului, dar în 2013, Lewis a susținut că povestea lui Frank a fost „complet inventată”. Managerul lui Lewis, Bob Brown, a spus că „Hip to Be Square” a fost inclusă pe album fără permisiunea lor, întreaga situație fiind considerată un posibil truc publicitar⁠(d).
Muzica a fost compusă de muzicianul galez și co-fondatorul Velvet Underground John Cale - care a realizat și muzica filmului Eu l-am împușcat pe Andy Warhol - și de M. J. Mynarski. Cale s-a alăturat proiectului pentru că, la fel ca în cazul filmului Eu l-am împușcat pe Andy Warhol, a considerat scenariul lui Harron inteligent. A compus muzica în studioul său folosind un sampler, au transformat-o într-o compoziție și au angajat muzicieni pentru înregistrare. Harron a descris munca lui Cale drept „o muzică plină de suflet, chiar melancolică, care să completeze strălucirea atrăgătoare a coloanei sonore”. Cale nu a fost implicat în selectarea melodiilor licențiate și în mixarea sunetului, deși a sugerat pentru o scenă utilizarea de zgomote animalice, cum ar fi casetele cu țipete de iepuri pe care Biroul Federal de Investigații le-a folosit împotriva Branch Davidians⁠(d) în timpul asediului de la Waco. Albumul cu coloana sonoră a fost lansat pe 4 aprilie 2000.

## Lansare
O campanie neobișnuită de promovare a filmului a fost implementată de echipa de marketing. Doritorii puteau să se înregistreze pentru a primi e-mailuri trimise de Patrick Batemen unui terapeut. E-mailurile, scrise de un scriitor implicat în proiect și aprobate de autorul romanului, urmăresc viața lui Bateman după evenimentele din film. Acesta discută despre căsătoria sa, iar mai târziu de divorțul său de fosta sa secretară, Jean, sentimentele pe care le are față de fiul său, Patrick Jr., și încercările sale de a-i domina pe rivalii săi în afaceri. De asemenea, mesajele descriu sau menționează interacțiuni cu alte personaje din roman, inclusiv Timothy Price (Bryce în versiunea adaptată), Evelyn, Luis, Courtney, David, detectivul Kimball și Marcus. Cu toate acestea, protagonistul filmului, Christian Bale, nu a fost mulțumit de acest tip de marketing: „Obiecția mea principală este că unii oameni cred că eu voi răspunde la acele e-mailuri. Nu-mi place acest lucru... Cred că filmul are propriile merite și ar trebui să atragă un public care poate aprecia satira inteligentă. Nu este un film slasher, dar nu este nici Plăcintă americană. Marketingul ar trebui să reflecte acest lucru”.
Lionsgate a cheltuit 50.000 de dolari pe un joc intitulat Make a Killing with American Psycho, care invita jucătorii să investească în filme, actori sau muzicieni cu bani falși. Această strategie de marketing a contribuit foarte puțin la încasările filmului, dar copreședintele studioului, Tom Ortenberg⁠(d), a susținut că strategia a fost una de succes.
American Psycho a avut premiera la Festivalul de Film de la Sundance din 2000. Motion Picture Association of America⁠(d) (MPAA) a acordat inițial un rating NC-17⁠(d) filmului pentru o scenă în care Bateman ia parte la un ménage à trois⁠(d) alături de două prostituate. Producătorii au eliminat aproximativ 18 secunde din film pentru a obține un rating R pentru film.

### Home media
O ediție specială a fost lansată pe DVD pe 21 iulie 2005. În Statele Unite, au fost lansate două versiuni ale filmului: o versiune cu rating R și o versiune fără rating. Pentru versiunea editată și versiunea cu rating R lansată în cinematografele din SUA, producătorii au eliminat aproximativ 18 secunde dintr-o scenă în care Bateman întreține relații sexuale cu două prostituate. A fost editat și dialogul: Bateman îi ordonă unei prostituate pe nume Christie să se aplece pentru ca o altă prostituată, Sabrina, să-i „poată vedea anusul”; această afirmație a fost înlocuită cu „să-i poată vedea fundul”. Versiunea needitată îl prezintă pe Bateman în timp ce Christie îi face o felație. Versiunea Uncut a fost lansată pe Blu-ray pe 6 februarie 2007. Un Blu-ray 4K a fost lansat cu versiunea Uncut pe 25 septembrie 2018 în Statele Unite și 15 octombrie 2018 în Regatul Unit. De asemenea, Sony Pictures Home Entertainment a lansat filmul pe Blu-ray în Australia, Spania, Polonia, Rusia, Africa de Sud, Bulgaria, China, Republica Cehă, Ungaria, Portugalia, Thailanda și Taiwan în decembrie 2008.

## Impact cultural

### Continuare
O continuare direct-to-video, American Psycho 2⁠(d), regizat de Morgan J. Freeman⁠(d) și cu Mila Kunis în rol principal, a fost lansat în 2002. Singura legătură a filmul original este moartea lui Patrick Bateman (interpretat de Michael Kremko), prezentată pe scurt într-un flashback. Filmul a fost criticat de autorul American Psycho Bret Easton Ellis. În 2005, actrița Mila Kunis a declarat că este jenată de rolul său și s-a împotrivit ideii de a realizat o continuare.

### În cultura populară
Trupa finlandeză de death metal Children of Bodom a folosit monologul final al filmului - „Durerea mea este constantă și ascuțită și nu sper la o lume mai bună pentru nimeni[...]” - ca un segue între două melodii de pe albumul Hate Crew Deathroll⁠(d) din 2003.
Influența filmului poate fi observată în videoclipul melodiei „Love Lockdown⁠(d)” de Kanye West și în videoclipul melodiei „Animals⁠(d)” de Maroon 5.
Pe 10 septembrie 2013, FX și Lionsgate au anunțat că dezvoltă un serial de televiziune American Psycho; acesta se dorește a fi o continuare a filmului. Acțiunea se desfășoară în prezent, Patrick Bateman fiind în vârstă de 50 de ani și însărcinat cu pregătirea unui ucenic (Andrew Low). În aprilie 2015, s-a declarat că serialul este încă în dezvoltare, însă din 2022 se presupune că a fost anulat sau se află în dezvoltare⁠(d).
Personajul Bateman îi atribuie în mod eronat lui Ed Gein o afirmație făcută de Edmund Kemper⁠(d): „Știi ce a spus Ed Gein despre femei?... A spus: „Când văd o fată drăguță mergând pe stradă, mă gândesc la două lucruri. O parte din mine vrea să iasă la întâlnire cu ea, să vorbească cu ea, să se comporte frumos cu ea și să o trateze corect... [cealaltă parte se întreabă] cum ar arăta capul ei pe un băț”.
Funny or Die⁠(d) a recreat scena „Hip to be Square” cu Huey Lewis în rolul Bateman și „Weird Al” Yankovic în rolul Allen. În această scenă, Lewis discută despre meritele artistice ale filmului American Psycho și prezintă scena din film. Întregul act se încheie cu Lewis ucigându-l pe Yankovic și spunând: „Încearcă să parodiezi una dintre melodiile mele acum, nenorocitule!” Videoclipul redă apoi melodia „I Want a New Duck⁠(d)”, o parodie a melodiei „I Want a New Drug”.
Formația americană de metalcore Ice Nine Kills⁠(d) a scris o melodie influențată de film pentru albumul lor din 2021, The Silver Scream 2: Welcome To Horrorwood, numită „Hip To Be Scared”.
Filmul este adesea subiectul a numeroase meme și unii comentatori au declarat că este relevant datorită temelor și naturii sale satirice.